# Милан Пецић
Милан Пецић (Алексинац, 25. август 1865 — Београд, 23. септембар 1959) био је српски лекар и официр.

## Биографија
Рођен је 13. (25.) августа 1865. године од оца Саве и мајке Илинке. Основну школу и нижу гимназију је завршио у родном Алексинцу, а вишу гимназију у Нишу. 1885. године започео је студије права у Београду. Почетком 1886. године, током формалног трајања Српско – Бугарског рата регрутован је и упућен на ђачки петомесечни војни рок, који је започео у Књажевцу а наставио у Крагујевцу. Током јесени 1886. године одабран је у групу од десет стипендиста који су, као војни питомци упућени на студије медицине у Беч. Студије је завршио у пролеће 1893. године, али је остао у Бечу на додатном шестомесечном курсу из хирургије. Војнолекарску каријеру је започео као капетан друге класе у гарнизону у Крушевцу у септембру 1886. Током тридесетогодишње каријере, до пензионисања 1923. године, напредовао је у војној хијерархији до чина пуковника, који је добио 1913. Додатно се усавршавао на Војномедицинској академији у Берлину 1900. године, а потом поново на Медицинском факултету у Бечу, где је 1905. завршио курс из зубног лекарства. По заршеном усавршавању у Берлину конструисао је нова војна носила и пољску апотеку, са којима је Србија ушла у ратове 1912-1918, а по завршетку куса у Бечу при Ваљевској војној болници је отворио зубно-лекарску амбуланту, другу те врсте Србији; 1909. године је учествовао на Међународном конгресу зубних лекара у Берлину.  
Др Милан Пецић је учествовао у оба балканска и у Првом светском рату. Био је трупни лекар, лекар у војној болници, управник војне болнице, деловођа санитета при Министарству војном, референт санитета дивизијске област и референт санитета армијске обласе. Те послове је обављао у Крушевцу, Прокупљу, Нишу, Горњем Милановцу, Београду, Краљеву, Ваљеву, Крагујевцу и Новом Саду, док је у периоду 1916. – 1918. у Тулону а потом у Крфу био председник војно-санитетске комисије. У Ваљеву је радио у два наврата, од 1904. до 1910. као управник војне болнице  и 1915, када је током велике епидемије тифуса као рефернт санитета, био и својеврстан надуправник свих болница у граду - болници.
По Завршетку Првог светског рата др Милан Пецић се вратио у Крагујевац, где је од 1910. био референт санитета Шумадијске дивизијске области. 1922. године је постављен за референта санитета Прве армијске области, са тренутним седиштем у Новом Саду. Са тог положаја је пензионисан 1923. године, по сопственом мишљењу „прерано и неправедно“, када је очекивао ново унапређење и генаралски чин. Пензионерске године, које су биле бројније од година радног стажа, је до смрти 1959. провео у Београду, у кући своје друге супруге Љуби¬це, ћерке београдског трговца Петра Моачанина, са којом се венчао убрзо после смрти прве супруге Јелисавете (девојачко Марковић, из Београда), која је умрла 1920. године. 
Др Пецић је до смрти био је активан у раду Српског лекарског друштва и запамћен је као „најстарији пуковник српског војног санитета“. Из оба брака није имао деце. Сахрањен је на Новом гробљу у Београду. Написао је две књиге: Трупна санитетска служба (1910) и Хигијена за народ (1922) као и двадесетак разноврсних чланака. Такође је написао и Аутобиографију, чији је рукопис предао Архиву Српске академије наука и уметности, а која је објављена тек 2020. године. Фонд његових фотографија и докумената се чува у Музеју Српског лекарског друштва (одељење Музеја науке и технике). Био је носилац свих ратних споменица а одликован је и орденом Светога Саве (5, 4. и 3. реда) и орденом Белог орла (4. реда).